# Karl Fredrik Haglund
Karl Fredrik Haglund, född 18 februari 1846 i Hilleshögs församling, Stockholms län, död 16 september 1940 i Sånga församling, Stockholms län, var en svensk folkmusiker och violinist.  

## Biografi
Haglund föddes 1846 i Hilleshögs församling. Han var son till skräddaren Karl Johan Haglund (1821–1909), som även hade spelat fiol. När Haglund blev 13 år började han att spela fiol. Han deltog i Spelmanstävling i Uppsala 1909 och fick pris i gruppen äldre spelmän.

## Kompositioner
- Vals i C-dur.[4]

### Upptecknade låtar
- Kungsbergavalsen.[4]
- Vals efter Karl Johan Haglund.[4]
- Polska efter Bergman[4]
- Fyllpolskan[4]
- Vals[4]
- Vals efter Karl Johan Haglund[4]
- Gustaf Vasas vals från Dalarna.[4]
- Vals[4]
- Vals från Roslagen[4]
- Gustaf Vasas vals[4]
- Polska från Småland[4]
- Vals efter Karl Johan Haglund[4]
- Majstångspolskan[4]
- Vals efter Hermansson[4]
- Vals efter Karl Johan Haglund[4]
- Vals efter Karl Johan Haglund[4]
- Venngrens vals[4]
- Vals efter Venngren[4]
- Polska efter Karl Johan Haglund[4]
- Polska efter Karl Johan Haglund[4]
- Vals efter Karl Johan Haglund[4]
- Rospiggepolskan[4]